# Ева Демски
Ева Демски (на немски: Eva Demski) (с истинско име Ева Катрин Кюфнер) е германска писателка, авторка на романи, разкази, есета, пътеписи и книги за деца.

## Биография
Ева Демски е родена на 12 май 1944 г. в Регенсбург в семейството на сценограф. Прекарва детството си в Регенсбург, Висбаден и Франкфурт на Майн. Учи в класическа гимназия и завършва с матура.
От 1964 до 1968 г. следва германистика, история на изкуството и философия в университетите на Майнц и Фрайбург. После работи като асистент-драматург във франкфуртския театър, а също като редактор на хонорар и преводачка.
От 1969 до 1977 г. е сътрудничка на хесенското радио като водеща на културна рубрика.
След смъртта на своя съпруг е писателка на свободна практика и от 1977 г. живее във Франкфурт на Майн.
До 1996 г. Ева Демски е член на немския ПЕН клуб. Напуска го поради убеждението си, че сливането на източногерманския и западногерманския ПЕН клубове е прибързано.

## Награди и отличия
- 1981: „Награда Ингеборг Бахман“ (награда на журито)
- 1987: Kulturpreis der Stadt Regensburg
- 1988/89: Stadtschreiberin von Bergen
- 1990: Goetheplakette der Stadt Frankfurt am Main
- 1998/99: Frankfurter Poetik-Dozentur
- 2004: Goethe-Plakette des Landes Hessen
- 2005: Brüder-Grimm-Professur der Universität Kassel
- 2008: Preis der Frankfurter Anthologie
- 2018: „Награда Георге Конел“